# Diana Ortíz
Diana Ortíz (ur. 5 marca 1987) – wenezuelska judoczka.
Uczestniczka mistrzostw świata w 2009 i 2014. Startowała w Pucharze Świata w 2010 i 2011. Piąta na igrzyskach Ameryki Południowej w 2014. Brązowa medalistka igrzysk Ameryki Środkowej i Karaibów w 2014 i pierwsza w drużynie w 2010. Srebrna medalistka igrzysk boliwaryjskich w 2009. Siódma na mistrzostwach panamerykańskich w 2010 i 2014 roku.